# 1175-ös busz
Az 1175-ös jelzésű autóbuszvonal távolsági autóbuszjárat Budapest és Kaposvár között, melyet a Volánbusz Zrt. lát el.

## Közlekedése
Budapest, Népliget és Kaposvár, Autóbusz-állomás között közlekedik, Mernyén keresztül.  A vonalon Neoplan Tourliner típusú buszok közlekednek. 
Kaposvár felé négy járat, Budapest felé kettő járat szállítja az utasokat. Kettő járatpár közlekedik naponta. Kettő Kaposvár felé közlekedő járat korlátozó jelzéssel van ellátva, az egyik tanév tartama alatt a hetek utolsó munkanapján, a másik a hetek első munkanapját megelőző napon szállítja az utasokat.
Jelenlegi útvonalán 2023. december 10-e óta közlekedik, korábban pár járat Budapest és Nagyatád között közlekedett.

## Megállóhelyei
| 0 | Budapest, Népliget autóbusz-pályaudvar végállomás | 9 | 1, 1A 83 254E 901, 914, 914A, 918, 950, 950A 607, 608, 626, 627, 628, 629, 630, 631, 632, 633, 635, 636, 650, 653, 654, 655, 656, 657, 659, 660, 661, 679, 705 1080, 1081, 1085, 1087, 1090, 1092, 1094, 1110, 1111, 1113, 1115, 1120, 1121, 1125, 1131, 1134, 1136, 1172, 1173, 1174, 1176, 1177, 1183, 1184, 1185, 1188, 1189, 1193, 1194, 1205, 1212, 1215, 1216, 1229, 1251, 1253, 1254, 1257, 1268 |
| 1 | Budapest, Petőfi híd, budai hídfő                 | 8 | 4, 6 153, 154, 212, 212A, 212B 918 1172, 1173, 1174, 1176, 1177, 1183, 1184, 1185, 1188, 1189, 1193, 1194, 1205, 1212, 1215, 1216, 1229, 1251, 1253, 1254, 1257 |
| 2 | Budapest, Újbuda-központ                          | 7 | 4, 6, 17, 41, 47, 48, 56, 61 33, 58, 150, 150B, 153, 154, 212, 212A, 212B 973, 973A 1172, 1173, 1174, 1176, 1177, 1183, 1184, 1185, 1188, 1189, 1193, 1194, 1205, 1212, 1215, 1216, 1229, 1251, 1253, 1254, 1257 |
| 3 | Budapest, Sasadi út                               | 6 | 8E, 40, 40B, 40E, 53, 87, 87A, 88, 88A, 108E, 139, 140, 140A, 150, 150B, 153, 154, 172, 173, 187, 188, 188E, 240, 272 908, 940, 941, 972 731, 760, 764 1187 1172, 1173, 1174, 1176, 1177, 1183, 1184, 1185, 1188, 1189, 1193, 1194, 1205, 1212, 1215, 1216, 1229, 1251, 1253, 1254, 1257 |
| 4 | Somogybabod, felső                                | 5 | 1592, 1665 5905, 5906, 6041 |
| 5 | Mernye, Kossuth Lajos utca                        | 4 | 1592 5900, 5905, 5906, 6041 |
| 6 | Mernye, központi autóbusz-váróterem               | 3 | 1592 5900, 5905, 5906, 5991, 6041 |
| 7 | Somogyaszaló, kultúrház                           | 2 | 1592 5900, 5905, 5906, 5991, 6041 |
| 8 | Kaposvár, Füredi utca csomópont                   | 1 | 13, 20, 21, 23, 27, 32, 33, 40, 41, 42, 47, 70, 71, 72, 73, 91 1172, 1174, 1592, 1593 5606, 5900, 5905, 5906, 5910, 5912, 5913, 5914, 5916, 5917, 5918, 5922, 5923, 5924, 5925, 5928, 5931, 5932, 5934, 5935, 5950, 5960, 5962, 5964, 5966, 5969, 5970, 5972, 5974, 5976, 5980, 5982, 5984, 5985, 5986, 5987, 5988, 5989, 5991, 6011, 6041 |
| 9 | Kaposvár, Autóbusz-Állomás végállomás             | 0 | 12, 13, 20, 21, 23, 26, 27, 31, 32, 33, 40, 41, 42, 43, 44, 45, 46, 47, 51, 61, 62, 70, 71, 72, 73, 74, 75, 81, 82, 83, 84, 85, 86, 87, 88, 89, 90, 91 1172, 1174, 1176, 1503, 1569, 1578, 1579, 1592, 1593, 1641, 1665, 1668, 1673, 1725, 1742 5606, 5690, 5900, 5905, 5906, 5910, 5912, 5914, 5916, 5917, 5918, 5920, 5922, 5923, 5924, 5925, 5928, 5930, 5931, 5932, 5935, 5940, 5942, 5946, 5960, 5962, 5964, 5966, 5969, 5970, 5972, 5974, 5976, 5980, 5982, 5984, 5985, 5986, 5987, 5988, 5989, 5991, 6011, 6041 |